# Main neurologique
 (mars 2023).
Si vous disposez d'ouvrages ou d'articles de référence ou si vous connaissez des sites web de qualité traitant du thème abordé ici, merci de compléter l'article en donnant les références utiles à sa vérifiabilité et en les liant à la section « Notes et références ».
La désignation de main neurologique regroupe un certain nombre d'atteintes de la main d'origine neurologique.
Il peut s'agir de paralysies d'origine périphérique, ou d'atteintes d'origine centrale, qu'elles soient motrices (paralysie d'origine centrale, main parkinsonienne, mouvements anormaux), sensitives, ou d'ordre neuropsychologique (main frontale, « main étrangère »).

## Paralysies d'origine périphérique
L'atteinte peut se situer à différents niveaux : 
- un des nerfs (ou troncs nerveux) du membre supérieur (atteinte dite « tronculaire ») :
  - nerf médian
  - nerf cubital
  - nerf radial

- une ou de(s) racine(s) innervant le membre supérieur (atteinte dite « radiculaire »)
- le plexus brachial :
  - soit de façon partielle : ainsi en cas de côte cervicale surnuméraire,
  - soit de façon globale : ainsi en cas de traumatisme, tel qu'un étirement du plexus (comme lors d'un accouchement particulièrement difficile).

Lorsque l'atteinte est globale, survient une amyotrophie : la main peut devenir plate par amyotrophie des éminences thénar et hypothénar (on parle de main de singe, ou main d'Aran-Duchenne, du nom de deux neurologues, Aran et Duchenne). Ceci peut survenir notamment en cas de :
- cervicarthrose très évoluée (il existe habituellement des paresthésies des doigts),
- sclérose latérale amyotrophique,
- syringomyélie (il existe alors des troubles de la sensibilité à la douleur et à la température).

## Atteintes d'origine centrale

### Paralysies d'origine centrale
Par atteinte de la voie pyramidale. 
Le déficit moteur prédomine sur les muscles extenseurs de la main. Une hypertonie peut survenir, en flexion : au maximum, déformation de la main dite « en poing », avec quasi impossibilité de déplier les doigts.

### Troubles d'origine sensitive
Une atteinte du lobe cérébral de la sensibilité, le lobe pariétal, peut entraîner une maladresse et une instabilité de la main, du fait des troubles sensitifs, notamment de la sensibilité profonde : main instable ataxique. Si l'atteinte est au niveau de l'hémisphère cérébral dit « mineur » (droit pour les droitiers), une négligence peut être constatée. 

### Main frontale
En raison d'une attente du lobe frontal. Troubles moteurs anormaux tels que des comportements d'agrippement, d'aimantation, d'utilisation.

### « Main étrangère »
Il s'agit d'un phénomène très particulier consistant en l'impression, en dehors du contrôle visuel, qu'une de ses mains est étrangère à soi. Ce trouble peut être observé en cas de lésion du corps calleux (structure qui réunit entre eux les deux hémisphères cérébraux), ou éventuellement en cas de lésion du lobe pariétal.

### Mainparkinsonienne
Elle est caractérisée par une attitude particulière : main en légère hyper-extension sur l'avant-bras, et pronation, les doigts fléchis. On peut constater une certaine raideur lorsqu'on essaie de mobiliser la main. Cette hypertonie peut apparaître lorsque le sujet est en position déséquilibrée (manœuvre de Froment), ou lorsqu'il serre la main controlatérale.
La main peut être animée par un léger tremblement : celui-ci survient au repos, mais aussi quand le sujet marche, bras ballant le long du corps. L'apparition du tremblement peut être déclenchée, ou son intensité accrue, lors d'un effort intellectuel, tel que le calcul mental. 

### Mouvements anormaux
La main peut être le siège de mouvements anormaux :
- choréiques
- athétosiques
- dystoniques : en particulier la crampe des écrivains.
- tremblement